# Damien Jalet
Damien Jalet (1976) is een Frans-Belgische choreograaf, danser en performer. Hij onderzoekt het vermogen van dans om zichzelf voortdurend opnieuw uit te vinden door in dialoog te gaan met andere media, waaronder beeldende kunst, muziek, film, theater en mode. Hij werkte veel samen met choreograaf Sidi Larbi Cherkaoui en maakte choreografieën voor de film Suspiria en popster Madonna.  

## Biografie
Damien Jalet werd geboren op 17 augustus 1976, in Ukkel. Hij begon theater te studeren aan INSAS, de kunstacademie van Brussel, voordat hij overstapte naar hedendaagse dans. Over die overstap verklaart hij later het volgende: "Dans was opener dan het traditionele theater. Ik ben eigenlijk begonnen met dansen omdat ik in clubs danste. Dansen opende een nieuwe wereld. Het was een ruimte van vrijheid.” Hij zet zijn opleiding verder in New York, waar hij etnomusicologie en dans studeert. 
Eind jaren negentig begint Jalet te dansen bij het gezelschap Ultima Vez van choreograaf Wim Vandekeybus. De eerste voorstelling waaraan hij meewerkt is The Day of Heaven and Hell uit 1998. Vervolgens sluit hij zich aan bij het collectief Les Ballets C de la B, waar hij choreograaf Sidi Larbi Cherkaoui ontmoet. Jalet danst in verschillende voorstellingen van Cherkaoui en werkt met diens Eastman Compagnie. Rien de Rien gaat in 2000 in première in kunstencentrum Vooruit in Gent. Aan deze co-productie van Vooruit, Le Botanique in Brussel, Théâtre de la Ville in Parijs en de Rotterdamse Schouwburg werkt ook zangeres Trixie Whitley mee. In 2003 danst Jalet mee in de productie Foi, die ook in première gaat in Vooruit. In 2004 volgt Tempus Fugit, een co-productie van het Festival van Avignon en Tanztheater Wuppertal van Pina Bausch. Myth gaat in 2007 in première in Het Toneelhuis te Antwerpen. Deze voorstelling is een internationale co-productie, met partners als de Singel (Antwerpen), Théâtre de la Ville (Parijs), National Arts Centre (Ottawa), Concertgebouw Brugge, Grand Théâtre de la Ville de Luxembourg en Sadler's Wells (Londen). Voor TeZuKa, geïnspireerd door het werk van mangaka Osamu Tezuka, trekken ze in 2011 naar het Londense Sadler's Wells theater voor de première.
Jalet werkt ook samen met Cherkaoui als choreograaf aan voorstellingen. In 2002 maken ze de voorstelling d'avant, met verder ook nog de co-choreografen Juan Kruz Diaz de Garaio Esnaola en Luc Dunberry, die in première gaat in de Schaubühne am Lehniner Platz in Berlijn. Aleko volgt in 2006. Deze voorstelling wordt gemaakt in opdracht van het Tokyo International Arts Festival, in samenwerking met componist Christian Fennesz en danseres Alexandra Gilbert. In 2010 maken de twee als co-choreografen de voorstelling Babel (words), die in première gaat in de Muntschouwburg in Brussel. Deze voorstelling gaat uit van het verhaal van de Toren van Babel en het moment waarop God het volk straft omdat het een toren bouwt in zijn naam, door hen te versplinteren over verschillende talen. Choreografen Cherkaoui en Jalet verzamelden achttien artiesten uit dertien verschillende landen, die zich uitdrukken in vijftien verschillende talen en zeven religies vertegenwoordigen en lieten zich inspireren door "waar taal verbaal en fysiek wordt en waar taal verbindt en verdeelt". Ook voor Boléro uit 2013 werken Cherkaoui en Jalet samen als choreograaf. Deze voorstelling gebruikt de muziek van componist Maurice Ravel en de nieuwe scenografie is van de hand van performancekunstenares Marina Abramović. Deze co-productie met de Opéra de Paris gaat in première in Palais Garnier te Parijs. Jalet, Cherkaoui en Abramović werken opnieuw samen voor Pelléas et Mélisande, dat in 2018 voorgesteld wordt bij Opera Ballet Vlaanderen.
Samen met de IJslandse choreografe Erna Ómarsdóttir, die hij ook ontmoet bij Les Ballets C de la B, maakt hij in 2005 de voorstelling Offaett (unborn) en de "video-dance" Unclear Age. In 2009 maken ze samen met beeldend kunstenaar Gabriela Fridriksdóttir de voorstelling Black Marrow, voor kunstencentrum Chunky Move in Melbourne. Vervolgens maakt het trio ook nog de voorstellingen Transaquania-out of the blue (2009) en Transaquania-into thin air (2010).
Ook met regisseur Arthur Nauzyciel maakt hij een serie voorstellingen. In 2006 maken ze L'image, naar een tekst van Samuel Beckett, voor het Beckett Centenary Festival in Dublin. Jalet verzorgt de choreografie voor deze voorstelling, waar ook actrice Lou Doillon aan meewerkt. Voor The American Repertory Theatre in Boston maken Nauzyciel en Jalet in 2008 een bewerking van Shakespeare's Julius Caesar. In datzelfde jaar werken ze ook samen aan Ordet, naar een tekst van Deense auteur Kaj Munk. In 2009 volgt La Musée de la Mer, naar het boek van Franse schrijfster Marie Darrieussecq. Jan Karski (Mon Nom est une Fiction), naar de roman Jan Karski van Franse auteur Yannick Haenel, gaat in 2011 in première op het Festival van Avignon. Voor Opéra de Rennes maken ze in 2011 ook de voorstelling Red Waters. La Mouette, een bewerking van De meeuw van Anton Tsjechov, gaat in 2012 ook in première op het Festival van Avignon. Splendid's, naar het werk van Jean Genet, volgt in 2014. La Dame aux camélias, een adaptatie van werk van Alexandre Dumas fils, maken ze in 2018.
Op uitnodiging van de Italiaanse filosoof Giorgio Agamben verzorgde Jalet in 2006 de choreografie voor de opera Il cielo sulla terra van Stefano Scodanibbio voor Staatsoper Stuttgart.
Jalet creëert eveneens de choreografie voor muziekvideo's van het regisseursduo Arni & Kinski. Voor Olöf Arnalds duet met Björk, Surrender uit 2011, doet hij zelf ook mee in de video. No Light, No Light van Florence + The Machine volgt in 2012. In de video voor You don't know love (2009) van Editors doet hij mee als danser.
Voor het Louvre in Parijs maakt hij in 2013 Les Méduses, een "nachtelijk choreografisch parcours" met 30 performers, waarbij dansers tussen de sculpturen bewegen. In een interview verklaarde Jalet het volgende over dit concept: "Beeldhouwkunst en dans lijken op het eerste gezicht lijnrecht tegenover elkaar staande kunstvormen: de ene is onbeweeglijk maar eeuwig, de andere mobiel maar vergankelijk. Deze dans probeert de ingehouden energie van de beelden te bevrijden." Met de Schotse kunstenaar Jim Hodges creëert hij in 2014 de voorstelling Yama, voor het Scottish Dance Theatre. Met Turkse modeontwerper Hussein Chalayan maakt hij Gravity Fatigue (2015), waarvoor meer dan 100 verschillende kostuums ontworpen worden.
Van de Franse overheid krijgt hij in 2013 de titel van Ridder in de Orde van Kunsten en Letteren.
Voor Villa Kujoyama in Kyoto, een artistieke instelling gelegen op de berg Higashi met Franse kunstenaars als artist-in-residence, maakte Jalet in 2015 de voorstelling Vessel, tijdens een zes maanden durende samenwerking met beeldend kunstenaar Kohei Nawa. In september 2016 ging dit werk in première in het Rhom Theatre in Kyoto. In 2021 werkt hij opnieuw met Nawa, aan de film Mist, die ze maken in opdracht van het Nederlands Dans Theater, in Den Haag. Datzelfde jaar maken ze ook de voorstelling Planet (Wanderer) voor Théâtre de Chaillot in Parijs.
Voor zijn voorstelling Thr(o)ugh (2016) laat Jalet zich inspireren door het Japanse ritueel van Onbashira, waarbij mannen op boomstammen van steile rotswanden naar beneden glijden, en door de aanslagen in Parijs in november 2015. Jalet was getuige van wat zich toen afspeelde in de Rue de Charonne en probeert dat een "plaats te geven" met deze voorstelling.
In Skid (2017) laat hij 17 dansers balanceren op een platform dat 34 graden gekanteld is, waarmee hij de dansers in beweging zet door middel van "de relatie van mensen met de wet van de zwaartekracht, met de poëzie van weerstand en het wegvallen van diezelfde zwaartekracht".
Met regisseur Gilles Delams werkt hij aan de documentaire The Ferryman (2017), over animistische rituelen en hun hedendaagse relevantie. De voice-over is van Marina Abramović en de muziek van Ryuichi Sakamoto. In 2018 gebruikt Jalet opnieuw muziek van Sakamoto, voor de voorstelling Omphalos, die hij creëert voor Centro National de las Artes in Mexico-Stad.
Regisseur Luca Guadagnino betrekt Jalet als choreograaf bij zijn remake van horrorfilm Suspiria (2018), gebaseerd op de gelijknamige film van Dario Argento uit 1977. De hoofdrollen worden vertolkt door Dakota Johnson, Chloë Grace Moretz, Mia Goth en Tilda Swinton en de muziek is van Radiohead frontman Thom Yorke. In 2019 maakt Jalet ook de choreografie voor de korte dansfilm Anima van regisseur Paul Thomas Anderson, met Thom Yorke in de hoofdrol en muziek uit diens gelijknamige soloalbum.
Ook in 2019 werkt hij met Madonna voor haar tournee Madame X, waarvoor hij vier nummers choreografeerde, waaronder het openingsnummer van de show en het duet tussen Madonna en haar dochter Lourdes voor het nummer Frozen. In een radiointerview zei Jalet daarover het volgende: "Madonna was zo belangrijk voor mij als tiener en ze is een van de redenen waarom ik vandaag dans. In het begin was het moeilijk om haar als een normale collega te zien. Ze is enorm gepassioneerd en, zoals je je kunt voorstellen, zeer veeleisend. Maar het was een goede samenwerking en ik heb er erg van genoten."
In 2020 vraagt Aurélie Dupont, directeur van het Paris Opéra Ballet, aan Jalet om een stuk te maken voor hun Créer aujourd’hui-programma, dat tot stand kwam in de context van de COVID-19-pandemie. Dat wordt Brise-Lames, wat hij maakt in samenwerking met beeldend kunstenaar JR, pianist Koki Nakano en danser Aimilios Arapoglou.
Voor Göteborg Opera maakt hij in 2022 de voorstelling Kites, waarvoor hij opnieuw met kunstenaar Jim Hodges werkt.
Met voormalig Daft Punk-lid Thomas Bangalter en kunstenaar JR maakt Jalet in 2023 Chiroptera, een spektakel dat op 12 november vertoond wordt op het plein voor de Opéra Garnier in Parijs. Het gebouw wordt gerestaureerd, met een stelling die de gevel aan het oog onttrekt. Het ontwerp van JR - een trompe-l'oeil die Retour à la Caverne heet - bedekt die stelling met het beeld van een grot. Wanneer die opent staan er 153 dansers op de stelling, die uiteindelijk de woorden "Darkness Holds the Grace of the Light" spellen met hun silhouetten.
Damien Jalet is associate artist bij het Théâtre Nationale de Bretagne en werkt regelmatig met de leerlingen van de school. Hij doceert regelmatig aan het Pina Bausch Tanztheater (Wuppertal), Impulstanz Festival (Wenen), Panetta bewegingscentrum (New York), Centros de las artes (Mexico-Stad), Atelier de Paris en La Ménagerie de Verre in Parijs.

## Voorstellingen

### Als choreograaf
- 2002: D'Avant - co-choreografie met Sidi Larbi Cherkaoui, Juan Kruz diaz de Garaio Esnaola en Luc Dunberry
- 2005: Unclear Age met Erna Ómarsdóttir
- 2005: Ofætt (unborn) - co-choreografie met Erna Ómarsdóttir en Gabríela Friðriksdóttir
- 2006: L'Image - met regisseur Arthur Nauzyciel
- 2006: Aleko - co-choreografie met Sidi Larbi Cherkaoui
- 2006: Il cielo sulla terra - met regisseur Stefano Scodanibbio
- 2008: Julius Caesar - met regisseur Arthur Nauzyciel
- 2008: Ordet - met regisseur Arthur Nauzyciel
- 2009: Black Marrow - co-choreografie met Erna Ómarsdóttir en Gabríela Friðriksdóttir
- 2009: Transaquania-Out of the Blue - co-choreografie met Erna Ómarsdóttir en Gabríela Friðriksdóttir
- 2009: La Musée de la Mer - met regisseur Arthur Nauzyciel
- 2010: Babel (words) - co-choreografie met Sidi Larbi Cherkaoui
- 2010: Transaquania into Thin Air - co-choreografie met Erna Ómarsdóttir en Gabríela Friðriksdóttir
- 2011: Jan Karski (Mon Nom est une Fiction) - met regisseur Arthur Nauzyciel
- 2011: Red Waters - met regisseur Arthur Nauzyciel
- 2012: La Mouette - met regisseur Arthur Nauzyciel
- 2013: Les Médusés
- 2013 - Bolero - co-choreografie met Sidi Larbi Cherkaoui
- 2014: Yama [67]
- 2014: Splendid's - met regisseur Arthur Nauzyciel
- 2015: Gravity Fatigue - met Hussein Chalayan
- 2015: Vessel - met Kohei Nawa
- 2016: Thr(o)ugh
- 2017: Tarantiseismic[68][69]
- 2017: Skid
- 2018: La Dame aux camélias - met regisseur Arthur Nauzyciel
- 2018: Suspiria - met regisseur Luca Guadagnino
- 2018: Omphalos
- 2019: Anima - met regisseur Paul Thomas Anderson
- 2019:  Pelléas et Mélisande - co-choreografie met Sidi Larbi Cherkaoui
- 2020: Brise-Lames
- 2021: Mist - met Kohei Nawa
- 2021: Planet (Wanderer) - met Kohei Nawa
- 2022: Kites
- 2023: Chiroptera - met JR en Thomas Bangalter

## Onderscheidingen
- 2011: Laurence Olivier award "Best New Dance Production", met Sidi Larbi Cherkaoui voor Babel (words)[70]
- 2011: Benois de la danse laureaat, met Sidi Larbi Cherkaoui voor Babel (words)[71]
- 2013: Chevalier dans l' Ordre des Arts et des Lettres[72]
- 2014: United Humans Award